# Kursächsischer Viertelmeilenstein Bad Lausick

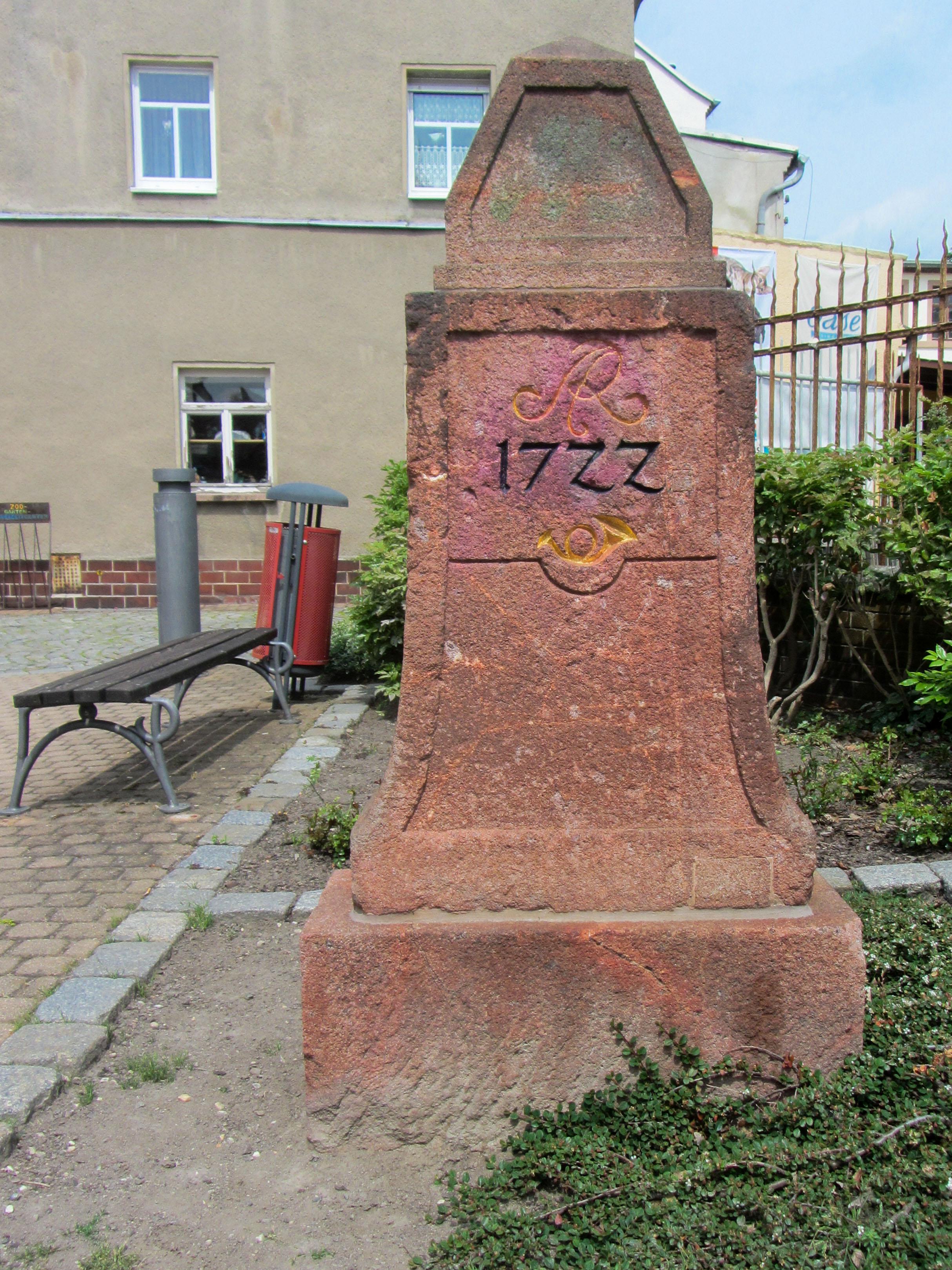
Viertelmeilenstein

Der denkmalgeschützte kursächsische Viertelmeilenstein Bad Lausick gehört zu den Postmeilensäulen, die im Auftrag des Kurfürsten Friedrich August I. von Sachsen durch den Land- und Grenzkommissar Adam Friedrich Zürner in der 1. Hälfte des 18. Jahrhunderts im Kurfürstentum Sachsen errichtet worden sind. Er befindet sich im Ortsteil Heinersdorf der sächsischen Kurstadt Bad Lausick im Landkreis Leipzig.
Bis ca. 2005 befand er sich gegenüber dem Gasthof, danach wurde er nochmals umgesetzt und steht jetzt an der Ecke Wilhelm-Pieck-Straße/Straße der Einheit.

## Geschichte
Der Stein trägt die Jahreszahl 1722 und die Reihennummer 39. Er stand ursprünglich auf der anderen Straßenseite und wurde beim Brückenbau umgesetzt. Der Stein besteht aus Porphyrtuff. 1983 wurde der Stein, nachdem ein neues Kopfstück angefertigt wurde, wieder aufgestellt.